# J호러

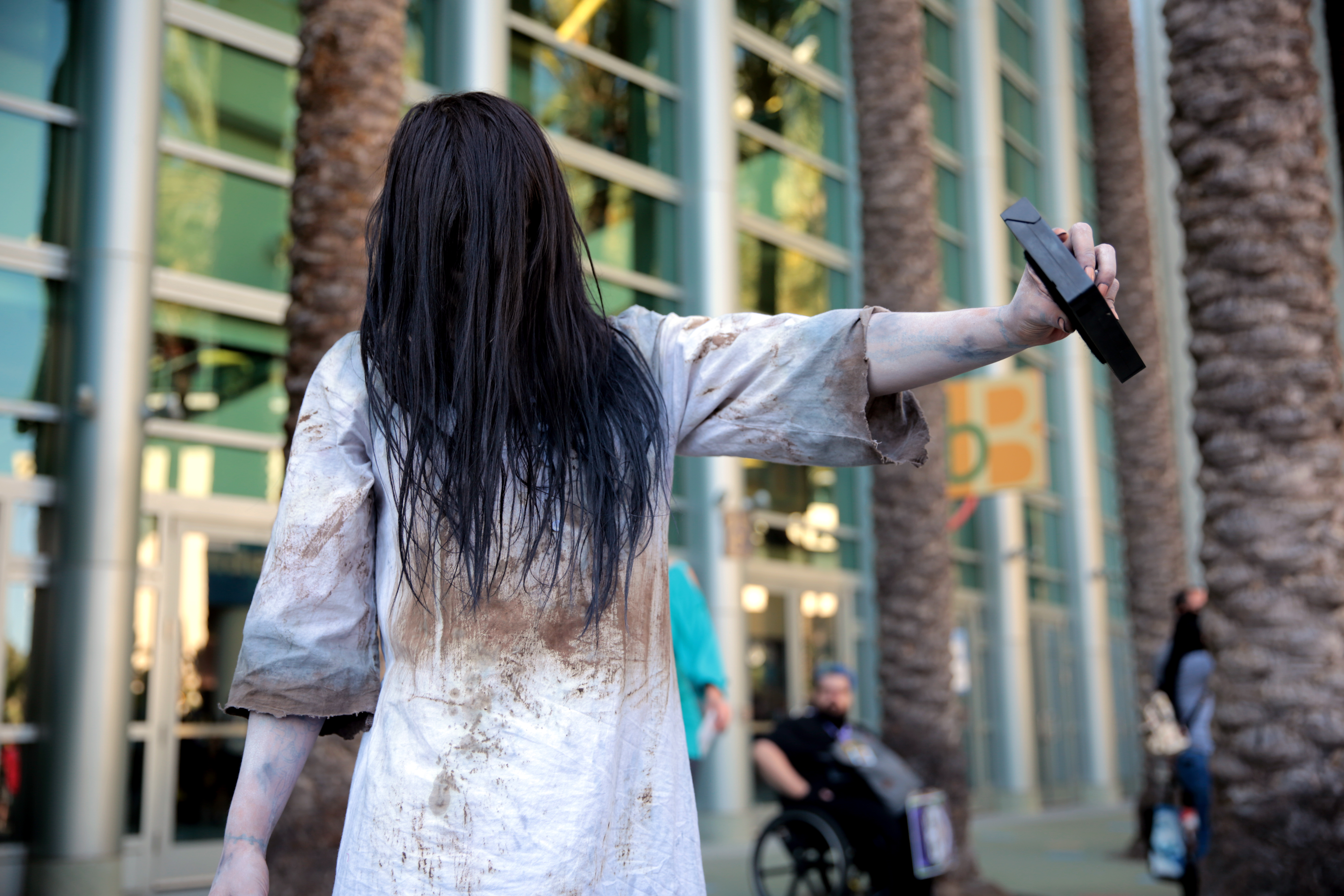

J호러(일본어: Ｊホラー, 영어: Japanese horror)는 일본 대중문화에서 파생된 공포물이다. 서양의 공포 장르와는 다른 독특한 테마와 표현으로 널리 알려져 있다. J호러는 특히 심리적 공포, 긴장감 형성(서스펜스)에 초점을 맞추는 경향이 있다. 연극, 영화, 문학, 애니메이션, 게임 등 다양한 형태로 제작된다.

## 역사
J호러의 기원은 에도시대 및 메이지시대의 괴담 문화로 거슬러 올라갈 수 있다. 유령과 요괴에 관한 이러한 민담적 요소들이 J호러에서는 다양한 형태로 변주되며 사용되어 왔다. 임의의 초자연적 현상을 가리키는 말로서 “요괴”라는 용어는 메이지시대의 학자 이노우에 엔료에 의해 널리 쓰이게 되었다. 근대적 인쇄술의 도입 이후 괴담은 문자매체를 통해 널리 확산되며 더욱 인기를 끌었다. 대표적인 초기 괴담물로는 아사이 료이의 『오토기보코』, 스즈키 쇼조의 『인가모노가타리』, 오기타 안세이의 『오토기모노가타리』 등이 있었다.
일본의 전통극인 카부키와 노극은 종종 무시무시한 복수담을 소재로 다루기도 했다. 특히 노극은 원령, 악귀, 죽음 같은 이야기를 자주 다루었다. 이러한 전통극의 줄거리들 다수가 현대의 공포물에 영감을 주었고, J호러의 소재로도 사용되곤 한다. 예컨대 스즈키 코우지의 『링』 시리즈의 귀신 야마무라 사다코의 신체적 묘사는 노 및 카부키의 연극 공연에서 유래했다. 또한 18세기 예술가 카츠시카 호쿠사이의 작품에도 J호러에 미친 민속예술의 요소들이 나타난다. 호쿠사이는 백물어괴담회라는 놀이를 바탕으로 연작을 제작해서 당대에 매우 흔했던 유령괴 괴물들을 묘사했다. 호쿠사이의 『백물어』 판화 가운데 살아남은 것은 5점 뿐이지만, 그것만으로도 이 시기 민속의 유명한 유령 이야기들을 잘 보여주고 있다.
1945년 히로시마·나가사키 원자폭탄 투하 이후 일본 공포영화는 『고지라』(1954년)를 시작으로 방사능 돌연변이, 거대한 방사선을 조사하는 괴수 등을 보여주었다. 전후 시대는 일본에서 공포물이 장르로서 두각을 나타낸 시기기도 했다. 일본 최초의 주요한 공포영화는 카네토 신도 감독의 『오니바바』(1964년)였다. 이 영화는 내전에 휩싸인 14세기 일본을 배경으로 주인공 여성과 그 시어머니가 생존을 시도하는 내용으로서 역사공포극으로 분류된다. 많은 초기 일본 공포영화들이 그러했듯이, 많은 요소들을 카부키와 노 연극에서 가져온 것이었다. 또한 신도 감독 본인이 한냐 가면을 벗는 장면의 분장이 원폭 피폭자들의 사진에서 영감을 받았다고 밝힌 바, 이 영화는 제2차 세계대전의 영향 역시 뚜렷하게 받은 작품이었다. 코바야시 마사키가 감독한 『괴담』(1965년)은 전통적인 유령담을 각색한 4편의 이야기로 구성된 앤솔로지 영화다. 『괴담』도 『오니바바』와 마찬가지로 노극의 요소를 차용했다. 이 앤솔로지는 서양 공포영화에서 흔히 볼 수 있는 점프 스케어보다는 심리적 공포를 전술로 사용한 것이 특징이었다. 또한 이 영화는 이후의 일본 공포물(『링』, 『주온』 등)에서 반복적으로 나타나는 산발한 장발로 얼굴을 가린 여자 귀신의 이미지를 정립시킨 영화기도 하다.
1980년대에는 폭력적이고 잔인한 슬래셔 스타일의 영화로부터 심리적 스릴과 분위기로 공포를 연출하는 영화로 대세가 넘어가는 뚜렷한 분기가 있었다. 이 시기를 이끈 감독이 츠루타 노리오였다. 츠루타의 『정말로 있었던 무서운 이야기』 시리즈(1991년-1992년)는 이후 “J호러”로 알려지는 이런 스타일의 일본 공포영화의 효시가 되었다. 1998년 영화 『링』은 일본을 넘어 서양 영화계까지 영향을 미쳤고, 컬트적 지위를 얻었다. 1980년대-1990년대 할리우드 공포물은 주로 폭력, 충격, 고어 같은 전술에 의존하고 있었다. 『링』은 공포에 대한 보다 절제된 접근으로 관객의 상상력에 많은 공포를 남기는 영화로서 공포 장르의 재활성화에 도움을 주었다. 이는 미국의 『블레어 위치 프로젝트』(1999년)와 성격이 비슷했고 시기적으로도 거의 일치했다. 『링』은 일본 영화 전반, 특히 일본 공포영화에 대한 세계적 관심을 불러일으키면서 서양에서 “J호러”라는 용어가 고안되기에 이르렀다. 이후 『주온』, 『검은 물 밑에서』와 같은 작품들도 성공적으로 개봉되면서 “새로운 아시아 호러”를 견인했다. 이러한 일본 공포영화들 중 몇 편이 2000년대 서양에서 영어로 리메이크되었지만 대부분 부정적인 평가를 받았다.

## 같이 보기
- 공포 영화